# Amarygmus splendidulus
Amarygmus splendidulus es una especie de escarabajo del género Amarygmus, categorizada en la tribu Amarygmini, de la subfamilia Tenebrioninae. Fue descrita por Fabricius en 1801.
Mide aproximadamente 5,5 mm de longitud. Se distribuye por Asia: Tailandia, cerca del pueblo Khao Lak.